# Галимов, Марат Гаинельянович
Мара́т Гаинелья́нович Гали́мов (род. 29 января 1964, Свердловск) — советский и российский футболист и футбольный судья. Играл на позициях защитника и полузащитника.

## Карьера

### В качестве игрока
Марат Галимов — воспитанник ДЮСШ «Уралмаш». За основную команду начал выступать в 1983 году во второй лиге чемпионата СССР. С 1984 по 1986 год играл за клубы Казахской ССР «Авангард» (Петропавловск), «Торпедо» (Кокчетав) и «Спартак» (Семипалатинск), также участвовавшие во Второй лиге. Выступая за «Торпедо» футболист забил за сезон 15 голов в 37 сыгранных матчах, что стало для него лучшим результатом в карьере. В 1986 году некоторое время находился в расположении клуба Высшей лиги «Кайрат», но ни одного матча за алма-атинскую команду не сыграл.
В 1987 году Галимов вернулся в «Уралмаш», к тому времени ставший одним из лидеров 2-й зоны Второй лиги. Команда регулярно боролась за первое место и в 1988-м году стала победителем турнира, но проиграла все 4 стыковых матча с «Факелом» и «Буковиной». В 1990 году свердловская команда вышла в Первую лигу; на счету Галимова в том сезоне оказалось 38 сыгранных матчей и 1 забитый гол. В 1991 году футболист помог своей команде занять третье место в Первой лиге СССР и выйти в Высшую лигу чемпионата России.
Марат Галимов дебютировал в чемпионате России 29 марта 1992 года в матче 1-го тура против «Факела».
Всего футболист сыграл за «Уралмаш» в Высшей лиге 94 матча и забил 4 гола. В сезоне 1994/95 вместе со своим одноклубником Ильёй Ратничкиным играл в Высшей лиге чемпионата России по мини-футболу за екатеринбургский клуб ВИЗ и стал обладателем бронзовой медали чемпионата. Завершил карьеру футболиста в 1995 году.

### В качестве судьи
По окончании карьеры футболиста Марат Галимов стал футбольным судьёй. 29 августа 1996 года он впервые вышел на поле в качестве лайнсмена (в бригаде Сергея Норина на матч Третьей лиги между магнитогорским «Метизником» и дублем «Динамо-Газовика»).
Через неделю Галимов обслуживал матч Третьего дивизиона между дублями «Динамо-Газовика» и «КАМАЗа» уже в качестве главного судьи.
11 мая 1997 года рефери дебютировал во Второй лиге (помощником Юрия Панкратова на матче «Магнитки» и санкт-петербургского «Динамо»).
Также в 1997 году Марат Галимов став привлекаться к матчам Первой лиги (тоже в качестве линейного судьи). Матч между «Амкаром» и читинским «Локомотивом», сыгранный 22 апреля 2000 года, стал для Галимова дебютным в качестве рефери в Первом дивизионе.
С 2001 по 2003 год судил матчи высшего российского дивизиона. Всего на его счету 9 проведённых встреч (7 — в 2001 году и 2 — в 2003). Завершил карьеру рефери в 2007 году.

## Достижения
Уралмаш
- Третье место в Первой лиге (1): 1991
- Победитель Второй лиги (2): 1988 (2-я зона), 1990 (зона Центр)
- Второе место во Второй лиге (2): 1987 (2-я зона), 1989 (2-я зона)